# Ilex qianlingshanensis
Ilex qianlingshanensis är en järneksväxtart som beskrevs av Chang Jiang Tseng. Ilex qianlingshanensis ingår i släktet järnekar, och familjen järneksväxter. Inga underarter finns listade i Catalogue of Life.